# Радищев Афанасій Олександрович
Афана́сій Олекса́ндрович Ради́щев (рос. Афанасий Александрович Радищев; нар. 3(14) вересня 1796, місто Ілімськ Іркутської губернії — пом. 26 жовтня (7 листопада) 1881, село Верхнє Аблязово Кузнецького повіту Саратовської губернії, нині село Радищево Кузнецького району Пензенської області) — генерал-майор. Був начальником трьох губерній Російської імперії: Подільської, Вітебської та Ковенської. Наймолодший син російського письменника Олександра Радищева.

## Життєпис
Народився 3(14) вересня 1796 в Ілімську — заштатному місті Іркутської губернії , куди 4(16) січня 1792 року прибув, засуджений на заслання, його батько — письменник Олександр Радищев .
В Олександра Миколайовича Радищева було семеро дітей: четверо — Василь (народився 1777 року), Микола (народився 1779 року), Катерина (народилася 1782 року) та Павло (народився 1783 року) від Ганни Василівни Рубановської, яка померла при народженні останнього сина Павла, та три дитини від Єлизавети Василівни Рубановської — рідної сестри його померлої дружини, яка 1791 року разом із молодшими дітьми — Катериною та Павлом — не побоялася відправитися з Радищевем на заслання в Сибір. Мужня дівчина, що замінила матір дітям Радищева, вирішила, поїхавши з ним, полегшити долю засланця. Вона стала другою дружиною письменника. Але це сімейне щастя Радищева було недовгим: при поверненні із заслання Єлизавета Василівна застудилася в дорозі та в квітні 1797 року померла в Тобольську. Із заслання Радищев повертався не тільки з дітьми від першого шлюбу, за час, проведений в Ілімську, сім'я значно збільшилася. Єлизавета Василівна у квітні 1792 року народила на засланні Ганну, названу на честь померлої дружини Радищева, у січні 1795 року — Теклю, названу на честь матері письменника, у вересні 1796 року — Афанасія, названого на честь дідуся письменника. Під час сибірського заслання батька старші сини письменника Василь і Микола жили в Архангельську в його брата Мойсея, який служив на митниці.
У 1797, коли російським імператором був Павло I, Олександра Радищева перевели під нагляд поліції в один із маєтків його батька (діда Афанасія) — село Нємцово Калузької губернії .
З 1827 служив у Корпусі жандармів, у 1829 переведений до жандармського півескадрону, 1835 року призначили поліцмейстером Петербурга, 1838 року він став головою Петербурзької управи благочиння, від 1839 року перебував від Корпусу жандармів при Київському військовому губернаторові .
3(15) травня 1842 призначено виконувачем обов'язків (рос. исполняющим должность) військового губернатора міста Кам'янця-Подільського та подільського цивільного губернатора. 23—24 вересня (5—6 жовтня) 1842 року Радищев приймав у місті російського імператора Миколу I .
Радищев був начальником Подільської губернії 4,5 роки, причому весь час у статусі виконувача обов'язків. 16(28) жовтня 1846 року Афанасій Олександрович, із дозволу начальства, відправився в 28-денну відпустку , а в перший день після її закінчення — 14(28) листопада — був звільнений з посади, згідно з його проханням, з прирахуванням (рос. причислением) до Міністерства внутрішніх справ. Того ж дня військовим губернатором міста Кам'янця-Подільського та подільським цивільним губернатором було призначено генерал-майора Василя Сотникова .
14(26) червня 1847 призначили начальником Вітебської губернії. Пропрацював він на цій посаді всього дев'ять місяців — до 17(29) березня 1848 року .
Помер 26 жовтня (7 листопада) 1881.